# Booshi Wever
Candelario Ambrosio (Booshi) Sixto Dionicio Wever (Aruba, 6 februari 1954) is Arubaans politicus en oprichter van Union Patriotico Progresista (UPP). Tussen 2001 en 2009 was hij minister van Volksgezondheid en Milieu. Daarvoor was hij gevolmachtigd minister van Aruba in Den Haag.

## Biografie
In 1981 haalde Wever zijn kandidaatexamen rechten aan de Universiteit van de Nederlandse Antillen en ging vervolgens werken op de afdeling Wetgeving en Constitutionele Zaken.  Hij rondde hij zijn studie af aan de Universiteit van Nijmegen met specialisatie in volkenrecht, staatsrecht en recht van internationale organisaties.
Wever begon zijn politieke carrière bij de Movimiento Electoral di Pueblo (MEP). Bij de verkiezingen tussen 1983 en 2009 stond hij op de MEP-lijst; in 1983 bij de eilandsraad- en daarna bij de statenverkiezingen. Als nieuwkomer behaalde hij 544 persoonlijke stemmen op positie 19 op de MEP-lijst. Hij was lid van de Staten van Aruba van 1989 tot 1993, 1994 tot 2001 en 2009 tot 2013. Tevens was hij in 1998 voorzitter van de Staten van Aruba en in 2011 fractievoorzitter. Op 27 juli 2011 stapt hij uit de MEP-fractie en zit zijn termijn uit als onafhankelijke statenlid.
Als politicus is Wever niet onomstreden; hij raakt onder meer in opspraak vanwege vervalsing van een diploma, zijn onconventioneel gedrag en schokkende uitspraken binnen en buiten het parlement. Daarnaast had hij meermalen een aanvaring met een journalist.
In de periode van 1993 tot 1994 was Wever gevolmachtigd minister van Aruba in Den Haag, waar hij naast de reguliere ambtswerkzaamheden zich bezig hield met de staatkundige veranderingen zoals het schrappen van artikel 62 van het Statuut en het meer inhoud geven aan zijn kabinet bij de EEG. Later werd hij  benoemd tot minister van Volksgezondheid en Milieu in de kabinetten Oduber III en Oduber IV.
In 2013 richtte Wever de Union Patriotico Progresista (UPP) op en was tussen 2013 en 2021 partijleider en lijsttrekker. Ondanks dat de partij in 2013 en 2017 geen statenzetel wist te behalen, bleef de UPP onder zijn leiding actief als buitenparlementaire partij.
In 1995 werd Wever gedecoreerd tot Ridder in de Orde van de Nederlandse Leeuw.
John Booi · 
Pedro Bislip · 
Hector Gonzalez · 
Felix Flanegien · 
Marco Christiaans ·
Booshi Wever ·
Eddy Croes · 
Frido Croes · 
Marlon Werleman · 
Rudy Croes · 
Mervin Wyatt-Ras · 
Andy Lee · 
Paul Croes · 
Marisol Lopez-Tromp ·
Mervin Wyatt-Ras ·  
Guillfred Besaril · 
Ady Thijsen ·
Edgard Vrolijk